# Gosainganj (Lucknow)
Gosainganj è una suddivisione dell'India, classificata come nagar panchayat, di 8.969 abitanti, situata nel distretto di Lucknow, nello stato federato dell'Uttar Pradesh. 